# Orthacris major
Orthacris major är en insektsart som beskrevs av Kevan, D.K.M. 1953. Orthacris major ingår i släktet Orthacris och familjen Pyrgomorphidae. Inga underarter finns listade i Catalogue of Life.